# Sosztakovics: 7. szimfónia
A 7. C-dúr Szimfónia (Op.60) más néven Leningrádi Szimfónia Dmitrij Sosztakovics 1939-1940 között írt négytételes szimfóniája.

## A mű születése
Ellentmondó beszámolók vannak arról, hogy Sosztakovics mikor kezdte el a szimfóniát. Hivatalosan azt állították, hogy a német invázióra válaszul komponálta. Mások, például Rosztyiszlav Dubinszkij azt mondják, hogy az első tételt már egy évvel korábban befejezte. A Szolomon Volkov Testamentum a zeneszerzőnek tulajdonított állítások szerint a szimfóniát a német támadás előtt tervezte, és hogy "az emberiség más ellenségeit" tartotta szem előtt, amikor megalkotta az első tétel „inváziós témáját". A könyvben arról is beszámolnak, hogy a szimfónia Leningrádnak ajánláskor nem a német ostrom alatt álló városra gondolt, hanem arra, hogy "Sztálin elpusztította, Hitler pedig csak befejezte".
Lev Lebedinszkij szovjet zenekritikus, a zeneszerző hosszú évek óta barátja, a Mihail Gorbacsov alatti glasznoszyt ("nyíltság") hajnala után megerősítette, hogy Sosztakovics még azelőtt fogant meg a hetedik szimfóniában, hogy Hitler megszállta Oroszországot: ,,Sosztakovics első tételének híres témája először a Sztálin-téma volt (amit a zeneszerző közeli barátai ismertek). Közvetlenül a háború kitörése után a zeneszerző ezt Hitler-ellenes témának nevezte. Később Sosztakovics ezt a "német" témát a "gonosz témájaként" emlegette, ami teljesen igaz volt, hiszen a téma éppúgy Hitler-, mint Sztálin-ellenes volt, pedig a világzenei közösség csak az elsőhöz ragaszkodott. a két definíció közül.”

## Tételek
Sosztakovics leghosszabb szimfóniája általában körülbelül 80 percet vesz igénybe. A mű négy tételből áll. Sosztakovics eleinte címeket adott nekik – „Háború”, „Emlékezés”, „Hazai kiterjedés” és „Győzelem” –, de ezeket hamarosan visszavonta, és magára hagyta a tételeket a tempójelekkel.

### Allegretto
Az első tétel módosított szonáta formában van, és körülbelül fél óráig tart, van két ellentétes téma, de nincs fejlesztés, amelyet az "invázió" téma vált fel. Egy tág témával kezdődik, amelyet a vonósok oktávban játszanak, amelyet később a fafúvósok visszhangoznak. Ezt egy lassabb szakasz követi fuvolákkal és vonósokkal, ami az "inváziós" menetbe torkollik: egy 22 ütemből álló ostinato téma, amely Ravel Bolerójára emlékeztet. A téma tizenkettedik mondatának végén a rézfúvósok a téma fordított változatát mutatják be, amelyet csúcsponttá fejlesztenek. Ezt követően egy lassabb, kétszólamú rész következik, egy szólóklarinét által bevezetett fagott szólóval; majd a vonósok által játszott nyitótéma lágy összefoglalása. A tétel rövid kódája megismétli az „invázió” témát, amelyet szóló trombita és ütőhangszerek játszanak.

### Moderato (Poco allegretto)
A második tétel a szimfónia legrövidebb része. Sosztakovics scherzóként és lírai intermezzóként is említette. Ez utóbbi szellemében kezdődik egy csendes, játékos témával a vonósokban. Pillanatokkal később egy szólóoboa játszik nagy variációt a dallamon. Más hangszerek saját dallamaikkal folytatják néhány pillanatig. Ezután a tétel közepén fafúvósok lépnek közbe egy pimasz, éles témával, majd rézfúvósok, majd vonósok, majd fafúvósok. Ez végül egy gyors, fenséges szakaszhoz vezet, amely egy másik ostinato, de különbözik az első tétel inváziós témájától. A tétel hátralévő harmada nagyjából olyan, mint a második tétel kezdete.

### Adagio
A harmadik tétel felépítése hasonló az elődjéhez, lassú kezdő témával, gyorsabb középrésszel és a kiinduló téma összefoglalásával. A fafúvósok lassú, kitartó hangokkal kezdődnek, amelyeket a kürtök hangsúlyoznak. Ez az egyszerű téma kadenciázódik, és ezt követi a hegedűk által játszott deklarációs téma. A fúvósok és a rézfúvók megismétlik a vonós témát, amit a vonósok egy újabb rövid variációval átvesznek. Ez közvetlenül egy gyorsabb átjárássá válik. A hegedűk visszatérnek a tétel nyitótémájával. Ez egy kissé fergeteges passzussá épül be, amelyet egy ostinato húz alá az alsó húrokban. Ez egy hangos fejlesztési részhez vezet. A passzus gyorsan véget ér, a fafúvósok visszahozzák az eredeti témát, ismét a vonósok visszhangozzák, akárcsak az elején. A tétel utolsó harmada ebben a szellemben folytatódik.

### Allegro non troppo
A finálé egy csendes dallammal kezdődik a vonósokban. A magas vonósok tartják a magas hangokat, és röviden fafúvósok csatlakoznak hozzájuk. A mély vonósok hirtelen egy gyors menetszerű dallamba kezdenek, amire hegedűk és a zenekar többi tagja válaszol. Átmeneti részlet következik, három hangból álló figurákkal, amelyeket magas vonósok játszanak, a csellók és a nagybőgők pofonos pizzicatóval kiegészítve. Egy lassabb és éles akcentusú rész következik, ami egy fejlesztő részhez vezet, korábbi tételek témáival. A fafúvósok ezek egyikére építenek, amíg a hegedűk átveszik egy másik témát, amely a csúcsra épít. A szimfónia C-dúr hangnemben ér véget.

## A mű fogadtatása
A világpremiert Kujbisevben tartották 1942. március 5-én. A Moszkvai Nagyszínház Zenekara Szamuil Szamosud vezényletével fergeteges előadást tartott, amelyet a Szovjetunió-szerte, majd később Nyugaton is sugároztak. A moszkvai premierre 1942. március 29-én került sor a Szakszervezetek Háza oszloptermében, a Bolsoj Zenekar és az All-Union Radio Orchestra egyesített zenekara közreműködésével.
A mikrofilmes kottát Teheránba szállították, és 1942 áprilisában Nyugatra utazott. A szimfónia Európában sugárzott ősbemutatóját Sir Henry Wood és a Londoni Filharmonikus Zenekar 1942. június 22-én, Londonban kapta, a koncert ősbemutatóját pedig egy Proms-i koncerten a Royal Albert Hallban.
Az észak-amerikai premierre 1942. július 19-én New Yorkban került sor, az NBC Szimfonikus Zenekar előadásában Arturo Toscanini vezényletvel, az NBC rádióhálózaton országszerte sugárzott koncerten.

## Hangszerelése
- Fafúvós hangszerek: 1 pikoló, 1 altfuvola, 3 fuvola, 2 oboa, 1 angolkürt, 3 klarinét, 1 Esz-klarinét, 1 basszusklarinét, 2 fagott, 1 kontrafagott,
- Rézfúvós hangszerek: 4 kürt, 6 trombita, 6 harsona, 1 tuba
- Ütőhangszerek: 5 üstdob, nagydob, pergődob, cintányér, gong, triangulum, csörgődob, xilofon
- Billentyűs hangszerek: zongora
- Húros hangszerek: 2 hárfa, 16 1. hegedű, 14 2. hegedű, 12 brácsa, 10 gordonka, 8 nagybőgő